# 薛殿杰
薛殿杰（1937年—），男，辽宁沈阳人，中国舞台美术家，曾任中央实验话剧院副院长，中国戏剧家协会理事。